# KF Deçani
KF Deçani je nogometni klub iz Dečana, Kosovo. 
 
U sezoni 2024./25. natječe se u Ligi i Dytë, trećem rangu kosovskog nogometnog sustava.

## O klubu
Klub je osnovan 1948. godine.
Tijekom 1980-ih natjecao se tri sezone (1981./82, 1984./85. i 1985./86.) u Kosovskoj nogometnoj ligi, trećem rangu nogometa u SFRJ.

## Unutrašnje poveznice
- Dečani